# Alagoinhas Atlético Clube
O Alagoinhas Atlético Clube, Atlético da Bahia ou simplesmente Atlético de Alagoinhas é um clube de futebol fundado em 2 de abril de 1970 e sediado na cidade de Alagoinhas, no estado da Bahia. Tem dois títulos do Campeonato Baiano, sendo ao lado do Fluminense de Feira, o único time do interior do estado a conseguir tal feito.
O clube surgiu após a fusão em cinco clubes amadores da cidade e da Seleção Alagoinhense, que vinha constantemente participando do Campeonato Baiano de Seleções Municipais. Sua primeira partida foi no dia 30 de janeiro de 1971 em um amistoso contra o Fluminense de Feira no Carneirão, vencido por 1 a 0.
Tem duas conquistas do Campeonato Baiano, em 2021 conquistou o primeiro quando venceu o Bahia de Feira e em 2022 o segundo em cima do Jacuipense.

## História
Após análises nos campeonatos de futebol amador da cidade de Alagoinhas, em que destacavam-se as participações da Seleção Alagoinhense nos campeonatos intermunicipais, o Grêmio, Ferroviário, Agulha, Juventus, Botafogo e Gato Preto. Com a inauguração do Estádio Municipal Antônio de Figueiredo Carneiro, conhecido como Carneirão, desportistas da cidade resolveram inscrever um clube para a disputa do Campeonato Baiano de Futebol. Como o clubismo era evidente, foi consenso a fundação doutro clube que não os existentes, daí o Alagoinhas Atlético Clube, fundado em 2 de abril de 1970.
Sua primeira participação oficial foi no Campeonato Baiano de 1971. Na sua segunda participação no estadual em 1972, fez uma boa campanha e terminou o campeonato na terceira colocação. Com esse resultado, se qualificou à Série B do Campeonato Brasileiro, sendo essa a sua primeira participação em um campeonato nacional. Terminou na terceira colocação, porém, nenhum dos 4 primeiros colocados subiram naquele ano.

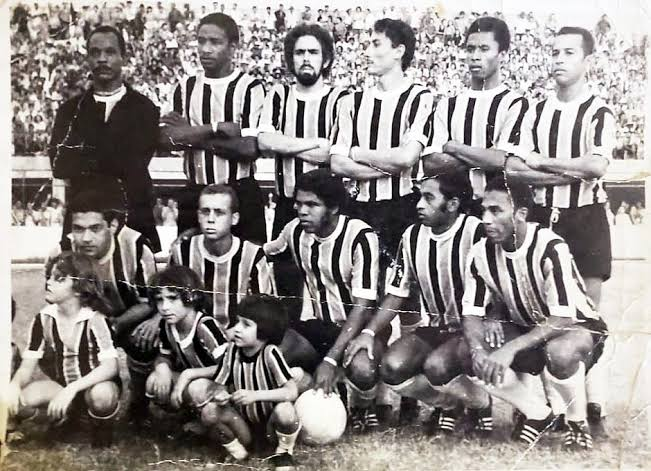
Garrincha em um amistoso de 1972 pelo Atlético de Alagoinhas.

No ano seguinte o time superou a campanha dos anos anteriores, e terminou como vice-campeão de 1973, perdendo por 2 a 0 a final para o Bahia.

## Títulos

### Principais títulos
| ESTADUAIS | ESTADUAIS                   | ESTADUAIS | ESTADUAIS   |
|           | Competição                  | Títulos   | Temporadas  |
| --------- | --------------------------- | --------- | ----------- |
|           | Campeonato Baiano           | 2         | 2021 e 2022 |
|           | Campeonato Baiano - Série B | 1         | 2018        |
| TOTAL     |                             |           |             |
|           | Conquistas                  | Títulos   | Categorias  |
|           | Títulos Oficiais            | 3         | 3 Estaduais |

#### Campanhas de destaque
- 2º Lugar: Campeonato Baiano: 1973 e 2020
- 2º Lugar: Copa Governador do Estado da Bahia: 2010 e 2011
- 2º Lugar: Campeonato Baiano - 2ª Divisão: 1993 e 1998

### Categorias de base
| ESTADUAIS | ESTADUAIS                               | ESTADUAIS | ESTADUAIS  |
|           | Competição                              | Títulos   | Temporadas |
| --------- | --------------------------------------- | --------- | ---------- |
|           | Campeonato Baiano de Futebol Juniores   | 1         | 1982       |
|           | Copa Gazetinha Infanto-Juvenil          | 1         | 1999       |
|           | IV Copa Interestadual Nordestina Sub-20 | 1         | 2001       |